# Photoscotosia fusca
Photoscotosia fusca är en fjärilsart som beskrevs av Otto Staudinger 1901. Photoscotosia fusca ingår i släktet Photoscotosia och familjen mätare. Inga underarter finns listade i Catalogue of Life.